# International Supply Chain Education Alliance
A International Supply Chain Education Alliance (ISCEA) é uma organização fundada em 2003 e dedicada à certificação de habilidades profissionais em cadeia de suprimentos, conhecida por ser a primeira organização em certificar Administradores da Cadeia de Suprimentos em todo o mundo; concedendo-lhes a designação CSCM ou Certified Supply Chain Manager. A ISCEA atualmente tem mais de 100.000 membros, tem sua sede global em Beachwood, Ohio, EE. UU. e suas sedes regionais na LATAM, EMEA e APAC. A missão da ISCEA é fornecer conhecimento da cadeia de suprimentos para profissionais das indústrias de manufatura e serviços em todo o mundo por meio de Educação, Certificação e Reconhecimento. A ISCEA é a entidade reguladora do Prêmio Ptak.
Além da certificação como Administrador da Cadeia de Suprimentos (CSCM), a ISCEA desenvolveu vários programas de certificação de habilidades profissionais, incluindo: Analista da Cadeia de Suprimentos (CSCA), Lean Master (CLM), Administrador de Tecnologia RFID aplicada à Cadeia de Suprimentos (RFIDSCM), Planejador Dirigido pela Demanda (CDDP), Analista da Cadeia de Suprimentos da Saúde (CHSCA); Cinto Amarelo Lean Six Sigma (CLSSYB), Cinto Verde Lean Six Sigma (CLSSGB) e Cinto Preto Lean Six Sigma (CLSSBB).

## História

### Primeira Certificação em Administração da Cadeia de Suprimentos
O termo  Administração da cadeia de suprimentos foi cunhado no início dos anos 1980 (1982) pelo consultor da Booz Allen, Keith Oliver , mas permaneceu apenas um termo de referência, com pouca aplicação real, por muitos anos. O conceito holístico de um conjunto de processos multifuncionais destinados a atender às necessidades do cliente começou a ter sentido para empresas, consultores e acadêmicos no início da década de 1990. Foi até o final da década, quando a tecnologia permitiu a Integração dos Processos de Negócios em cada empresa e se espalhou para outras organizações, que o termo SCM foi amplamente adotado. SCM finalmente se tornou ciência normal na primeira década do milênio. 
Os membros fundadores da ISCEA identificaram a necessidade de uma organização de certificação profissional em "Supply Chain Management" e desenvolveram o CSCM "Certified Supply Chain Manager" ou programa de certificação como administrador da cadeia de suprimentos. Este foi o primeiro programa de certificação desenvolvido pela ISCEA e foi introduzido simultaneamente com o primeiro site da organização no início de 2003.
Atualmente existem outras entidades certificadoras de conhecimento profissional que oferecem certificação em SCM. Algumas delas fundadas muitos anos antes da ISCEA.  No entanto, seus programas de certificação SCM foram introduzidos após o programa CSCM da ISCEA:
- APICS , fundada em 1957 como "American Society for Production and Inventory Control" e renomeada em 2018 como "Association for Supply Chain Management" [12][13] introduziu seu programa CSCP  "Certified Supply Chain Professional" em 2006. Três anos após o CSCM da ISCEA.[14]
- ISM  ou Instituto para a Administração de Suprimentos, fundado em 1915 como a Associação Nacional de Agentes de Compras nos EUA, introduziu seu programa CPSM "Certified Professional in Supply Management"  em 2008. Cinco anos após o CSCM da ISCEA.[15]
- CSCMP  ou Conselho de Profissionais da Administração da Cadeia de Suprimentos, fundado em 1963 como o Conselho de Administração Logística, introduziu seu programa SCPro em 2011. Oito anos após o CSCM da ISCEA.[16][17]

### Prêmios PTAK à Excelência na Cadeia de Suprimentos
Em 2005, a ISCEA começou a conceder o Prêmio Ptak à Excelência na Cadeia de Suprimentos, um prêmio anual destinado a reconhecer as empresas que alcançaram melhorias significativas por meio da Visão, Práticas de Negócios e Tecnologia. Atualmente, o Prêmio Ptak é concedido nas seguintes categorias: Excelência na Cadeia de Suprimentos, Competência de Caso de Negócios Global, Profissional da Cadeia de Suprimentos do Ano, A Melhor das Melhores Soluções de ERP e os 30 Principais Líderes da Cadeia de Suprimentos global de menos de 30 anos.

### IISB - Conselho Internacional de Padrões da ISCEA
De 2005 a 2020, o Sr. Mike Sheahan, ex-presidente internacional da  APICS atuou como presidente do Conselho de Padrões Internacionais da ISCEA (IISB). Em 30 de junho de 2020, o Sr. Sheahan tornou-se "Presidente Emérito" e o  Dr. Erick C. Jones tornou-se o "Presidente Eleito", assumindo a liderança do IISB. 
O Dr. Jones tem estado no Conselho de Diretores do IISB desde 2005 e atualmente é Presidente do Comitê de Tecnologia, Editor-chefe da Revista Internacional de Tecnologia na Cadeia de Suprimentos (ISCTJ), Professor da George e Elizabeth Pickett no Departamento de Engenharia de Sistemas Industriais e de Manufatura (IMSE) e Decano Associado para Estudos de Pós-Graduação na Faculdade de Engenharia da Universidade do Texas em Arlington.
Os membros do Conselho Internacional de Padrões da ISCEA também incluem o Dr. Charles A. Watts, Diretor Executivo dos Programas de Educação e Certificação  na ISCEA e também Professor do Departamento de Administração, Marketing e Logística da John Carroll University;  ao Dr. Kenneth Paetsch, ex-professor da Cleveland State University (CSU) e da University of Illinois-Springfield (UIS); o Dr. Gerald (Jerry) Ledlow, Reitor do UT Health Sciences Center da Tyler School of Community and Rural Health; o Erich Heneke, Diretor de Continuidade de Integridade de Negócios para a Administração da Cadeia de Suprimentos (SCM) da Mayo Clinic; o Mike Loughrin, presidente da Transformance Advisors; a Renata Rieder, Chefe de Administração de Serviços do Escritório Federal de Tecnologia da Informação, Sistemas e Telecomunicações do Governo da Suíça; o David Jacoby, presidente da Boston Strategies International; e o Jorge A. Morales, ex-assessor de tecnologia RFID do governo mexicano.

### DDMRP - Certificação como Planejador Dirigido pela Demanda
Em 2012, a ISCEA fez parceria com o  Demand Driven Institute  ou Instituto Dirigido pela Demanda, para oferecer o programa de certificação CDDP  "Certified Demand Driven Planner" como Planejador Dirigido pela Demanda. O programa CDDP certifica o conhecimento de profissionais em DDMRP "Demand Driven Material Requirements Planning"  ou "Planejamento de Requerimiento de Materiais Dirigido pela Demanda". A parceria entre a ISCEA e o DDI terminou em 2018 quando o DDI lançou seu próprio programa de certificação DDMRP. A ISCEA continua oferecendo treinamento em DDMRP e concedendo a certificação CDDP.

### SCNext - Rede de Estudantes e Jovens Profissionais na Cadeia de Suprimentos
Em 2013, surgiu  SCNext  da ISCEA, uma organização dedicada a oferecer oportunidades a jovens profissionais na cadeia de suprimentos. A SCNext afirma ser dirigida “por Jovens Profissionais, para Jovens Profissionais” com enfoque internacional. A SCNext oferece aos alunos e jovens profissionais da cadeia de suprimentos webinars, bolsas de estudo, conferências, artigos de revistas e oportunidades de networking para ajudá-los a desenvolver suas carreiras.

### Conferência e Expo de Tecnologia da Cadeia de Suprimentos
Desde 2016, a ISCEA patrocina e administra uma conferência e exposição de tecnologia da cadeia de suprimentos chamada  SCTECH . Além de reunir profissionais de Supply Chain, Operações, Engenharia e Tecnologia, a SCTECH fornece Professional Development Units (PDUs) para profissionais certificados pela ISCEA para que possam renovar suas credenciais de certificação.O evento é itinerante. Sua primeira edição foi realizada em Chicago  e as seguintes edições foram realizadas no México  e em Paris. 

## Expansão internacional

### Expansão para a América Latina
Em 2006, o  Seguro Popular, uma instituição de saúde criada em 2002 pelo governo do México; emitiu um mandato de tecnologia RFID para autenticar e melhorar a segurança dos medicamentos em sua cadeia de suprimentos. ISCEA atuou como consultor técnico de tecnologia RFID para o governo mexicano, fornecendo orientação sobre as Boas práticas para implementar a tecnologia RFID no modelo de cadeia de suprimentos do Seguro Popular e fornecendo certificação como Administrador de Tecnologia RFID aplicada à Cadeia de Suprimentos (RFIDSCM) para fabricantes e distribuidores farmacêuticos mexicanos que buscam cumprir o mandato. Posteriormente, o Seguro Popular foi substituído por um novo órgão denominado INSABI durante o mandato do presidente Andrés Manuel López Obrador,, entretanto, a presença da ISCEA se expandiu no México e em outros países latino-americanos desde então.
A ISCEA tem estado ativa na região por meio de parcerias com universidades, entregando prêmios , participando de eventos da cadeia de suprimentos  e contribuindo com artigos para a mídia da cadeia de suprimentos  na Colômbia, Costa Rica, Equador, Panamá, Peru e outros países.

### Expansão para a Europa, o Oriente Médio e a África
Desde 2010, a ISCEA tem fornecido conhecimento e consultoria sobre cadeia de suprimentos no Oriente Médio, organizando eventos de Administração da Cadeia de Suprimentos e workshops de certificação nos Emirados Árabes Unidos e na Arábia Saudita .
Em 2012, a ISCEA fez parceria com a  GS1 Arábia Saudita e o Conselho das Câmaras Sauditas para apoiar as metas de capital humano da Arábia Saudita, fornecendo consultoria e certificação da cadeia de suprimentos. Em 2013, a ISCEA concedeu bolsas de estudo a estudantes universitários do terceiro e quarto ano da Arábia Saudita no valor de US $ 1.000.000 por meio do Prêmio Ptak.
Em 2014, a Associação Francesa de Administração da Cadeia de Suprimentos FAPICS introduziu o programa de certificação CDDP "Certified Demand Driven Planner"  da ISCEA para a França; e em 2016 introduziu a certificação CSCA de "Certified Supply Chain Analyst" . A edição 2019 do evento ISCEA SCTECH foi realizada na França em paralelo à Conferência Anual da FAPICS.
ISCEA colaborou em 2019 com o Africa Resource Centre ARC ao conceder bolsas de estudo no valor de US $ 550.000 a futuros líderes da Nigéria para obter certificações como Analista da Cadeia de Suprimentos (CSCA) e como Analista da Cadeia de Suprimentos da Saúde (CHSCA). A ARC é uma entidade independente que assessora os Ministérios da Saúde de países africanos em questões de cadeia de suprimentos, com o objetivo de melhorar a disponibilidade de medicamentos e saúde na África. 
Outros países na  EMEA onde os profissionais da cadeia de suprimentos estão adquirindo suas certificações internacionais de cadeia de suprimentos do ISCEA incluem Jordânia, Quênia e África do Sul.

### Expansão para a Ásia-Pacífico
A ISCEA tem apoiado a educação da cadeia de suprimentos e fornecido certificação na região  APAC desde 2007. Alguns países da APAC onde os profissionais da cadeia de suprimentos estão adquirindo a certificação da ISCEA incluem Índia,  Paquistão,BangladeshIndonésiaSingapura e Sri Lanka.
O programa de certificação CLM "Certified Lean Master"  da ISCEA é ministrado em Hong Kong e Malásia por meio da  SGS organismo global de inspeção, verificação, teste e certificação.
Em 2019, Tim Charlton foi nomeado presidente da ISCEA-Pacífico, responsável pela Austrália e Nova Zelândia e membro do conselho da ISCEA-APAC que inclui o Sr. Ejazur Rahman (Bangladesh) CEO, ISCEA-Asia, o Sr. Nikhil Oswal (Índia), CEO, ISCEA-Índia, o Dr. Premkumar Rajagopal (Malásia), presidente da  MUST  (Universidade de Ciência e Tecnologia da Malásia), o Sr. Sandeep Chatterjee (Índia), Gerente Sênior da Deloitte Índia, o Dr. Nyoman Pujawan, Ph. D, (Indonésia), Professor no  Institut Teknologi Sepuluh Nopember , e o Dr. Harish Pant (Índia), Diretor de Transformação Comercial NTF (Índia) Pvt. Ltd. 